# Casa Plantalamor
Casa Plantalamor és una obra amb elements romànics i renaixentistes de Vic (Osona) protegida com a Bé Cultural d'Interès Local.

## Descripció
Casa senyorial de planta poligonal, amb la façana N seguint el traçat itinerant del carrer vers de muralla de Santa Eulàlia. La resta de l'edifici, de poca profunditat, queda per la resta de la cases que l'envolten. L'edifici consta de planta baixa i dos pisos, coberta a dues vessants i amb el carener paral·lel a la façana orientada al nord. Aquesta, presenta a la planta, un portal d'arc rebaixat i dues finestres esculpides: dos àngels, un home i un dona. Al primer pis s'hi obre una finestra geminada sostinguda per una columna central amb fulles d'acant i a cada costat s'hi obren balcons amb llosanes de pedra que descasen damunt carteles. El ràfec presenta colla de biga de fusta i rajoleta. L'estat de conservació de l'estuc de la façana és força precari i caldria restaurar-lo.

## Història
La casa Plantalamor, situada a l'interior de l'antiga muralla, és un exemple de la transformació de la ciutat medieval en ciutat barroca. Al segle xviii es va obrir el cinyell de les muralles i es va urbanitzar el circuit de les rambles. El 1694 havien quedat en desús les muralles, els corredors interiors que les aïllaven i els terrenys van passar a ésser propietat particular. El 1775 va desaparèixer el Portal de Santa Eulàlia, del qual només en quedà una part de la torre poligonal que encara avui es conserva. Les reformes urbanes d'aquesta època són obra de la família Morató, que van contribuir a donar fesomia barroca a la ciutat. Susdita casa és obra de diversos autors i, per tant, abasta diferents èpoques constructives: vegeu els distants elements decoratius.